# 미미기연
《미미기연》(美味奇缘)은 2017년 방송되었던 중국의 드라마이다.

## 소개
- 셰프와 음식프로그램 PD가 우여곡절을 겪으며 관계가 발전하는 이야기를 그린 드라마

## 등장 인물
- 마이크 (Mike) - 리위저 역
- 마오샤오퉁 - 송지아밍 역
- 장우검 - 자오한 역
- 진흔여 (陈欣予) - 엽이란 역
- 방일륜 (Alen Fang) - 엽이헌 역
- 성랑희 (盛朗熙) - 이우희 역
- 톈위 (田雨) - 송덕충 역
- 원경단 (苑琼丹) - 우수핑 역
- 장개 (蒋恺) - 리장궈 역
- 황건군 (Lindsey Huang) - 엽장해 역
- 염숙 (闫肃) - 곤금 역